# Ludolf Borchtorp
Ludolf  Borsdorf z Brunszwiku [fl. 1481-1493] (Rudolf Borsdorf/Borchtorp, Ludolfus Ludolfis de Brunszwyczk; ur. między 1465 a 1470, zm. po 1491) – syn znanego matematyka i astronoma, przybył do Krakowa w 1485 r. z Brunszwiku, by studiować astronomię.
Wsławił się jako rytownik stempli drukarskich i odlewnik czcionek. Był najdawnieszym grawerem czcionek drukarskich w Polsce, którego nazwisko jest obecnie znane.

## Historia
4 lutego 1491 r. zawarł umowę z drukarzem krakowskim Szwajpoltem Fiolem z Frankfurtu na wykonanie pierwszych na świecie czcionek cyrylickich. Czcionkami tymi zostały wydrukowane cztery druki Fiola, z których dwie księgi Oktoich i Czasosłow mają na kolofonach datę 1491 r., a pozostałe dwie Triod' postnaja i Triod' cwietnaja są niedatowane.
13 stycznia 1493 r. prymas i kapituła Gnieźnieńska zakazali Fiolowi druku i rozpowszechniania tych ksiąg.

## Inne
Według Ludwika Birkenmajera Ludolf Borchtorp ofiarował do zbiorów uniwersyteckich Akademii Krakowskiej mosiężne astrolabium, które jest obecnie w zbiorach Uniwersytetu Jagiellońskiego w Collegium Maius. Sala I. W astrolabium to (oraz w cenny rękopis matematyczny, również znajdujący się obecnie w zbiorach uniwersyteckich) wyposażył go ojciec, Ludolf Borchtorp starszy, wysyłając go na studia astronomiczne na tym uniwersytecie. Borchtorp nie zdobył jednak nawet stopnia bakałarza.

## Literatura dodatkowa
- Aleksander Birkenmajer: Borchtorp Ludolf. W: Polski Słownik Biograficzny. T. 2: Beyzym Jan – Brownsford Marja. Kraków: Polska Akademia Umiejętności – Skład Główny w Księgarniach Gebethnera i Wolffa, 1936, s. 315. Reprint: Zakład Narodowy im. Ossolińskich, Kraków 1989, ISBN 83-04-03291-0